# Один дома (франшиза)
«Оди́н до́ма» (англ. Home Alone, стилизовано как HOME ALONe) — американская рождественская комедийная медиафраншиза, появившаяся на волне успеха первых двух семейно-комедийных фильмов серии: «Один дома» (1990) и «Один дома 2: Потерявшийся в Нью-Йорке» (1992), созданных кинорежиссёром Джоном Хьюзом и его кинокомпанией Hughes Entertainment. На должность режиссёра оригинальной дилогии был нанят Крис Коламбус, третий фильм снял Раджа Госнелл, четвёртый — Род Дэниэл, пятый — Питер Хьюитт, шестой — Дэн Мазер.
Первые два фильма повествуют о приключениях мальчика по имени Кевин Маккаллистер, который по ходу фильма встречается и сражается против грабителей Гарри и Марвина, с помощью ловушек, установленных у себя дома. Третий фильм, «Один дома 3», повествует об аналогичном сюжете, но с новым героем, Алексом Пруиттом, противостоящим преступной организации шпионскими методами. Триквел не является продолжением первых двух картин, а полностью самостоятельным фильмом. «Один дома 4» — первый телевизионный фильм в серии, премьера которого состоялась на телеканале ABC 3 ноября 2002 года. В этом фильме представлены некоторые из тех же персонажей, которые были показаны в первых двух фильмах, включая главного героя Кевина Маккаллистера, но с новым актёрским составом и сюжетной линией, которая не связана с сюжетной линией первых двух частей. Из-за провала четвёртого фильма, сериал, который планировали снять, как продолжение к квадриквелу, сразу отменили. Второй телевизионный фильм «Один дома 5: Праздничное ограбление», премьера которого состоялась в телеканале ABC 25 ноября 2012 года, в составе специального блока программирования «Обратный отсчет» до 25 дней Рождества. Как и «Один дома 3», фильм повествовал события не вокруг Кевина, а вокруг десятилетнего нового героя Финна Бакстера. Шестой фильм, «Один дома» повествует о десятилетнем мальчике по имени Макс, которого оставили дома одного, пока его семья улетела на отпуск в Токио. Последние три фильма («Один дома 4», «Один дома 5: Праздничное ограбление» и «Один дома» 2021 года) получили крайне низкие оценки из-за не оригинального сюжета, актёрского состава, неоднозначного юмора и иногда из-за качества монтажа.
Первые три фильма были выпущены в прокат компанией 20th Century Fox, а следующие два фильма были сняты для телевидения студией Fox Television Studios и транслировались на принадлежащем Disney канале ABC (Американская вещательная компания). После приобретения 21st Century Fox компанией Disney шестой фильм франшизы был снят переименованной 20th Century Studios для потокового сервиса Disney+. Кроме того, седьмой фильм с рейтингом R, режиссером которого должна стать Августина Фризелл, поступил в разработку.

## Фильмы

### Один дома(1990)
Фильм «Один дома» — это прежде всего история взросления восьмилетнего мальчика Кевина Маккалистера (Маколей Калкин). Он — младший из пяти детей, которого часто мучают старшие братья и сестры. После событий, произошедших между ним и его семьёй, он жалеет, что у него нет семьи, когда его мать наказывает его по необоснованным, по его мнению, причинам. Она предупреждает его, чтобы он был осторожен в своих желаниях, но он игнорирует её. Проснувшись на следующий день, он обнаруживает, что в доме остался только он один. Он думает, что его желание исполнилось и что он наконец-то один, без своей несносной семьи. На самом деле его оставили дома по ошибке. Его семья направляется во Францию на отдых. Пока его родители осознают свою ошибку и пытаются вернуться в США, Гарри и Марв, пара воров, известных как «Мокрые бандиты», пытаются ограбить дом. Кевин создает видимость того, что дом не пуст, и наполняет его коллекцией самодельных мин-ловушек. Кевину удается заманить бандитов в ловушку, и их арестовывают, как раз когда его семья возвращается домой. Фильм стал самым кассовым фильмом 1990 года, собрав по всему миру $476 684 675. Фильм получил положительные отзывы критиков. Он был популярен среди зрителей. Он также был номинирован на две премии «Оскар» за лучшую оригинальную музыку Джона Уильямса и лучшую оригинальную песню «Somewhere in My Memory», но проиграл «Танцам с волками» и «Дику Трейси» соответственно. Игра Маколея Калкина принесла ему номинацию на премию «Золотой глобус» в категории «Лучший актёр — музыкальный или комедийный фильм», но он уступил Жерару Депардье за его игру в фильме «Зелёная карта».

### Один дома 2: Потерявшийся в Нью-Йорке(1992)
Продолжение фильма «Один дома». Через год после событий первого фильма Кевин Маккалистер теряет след своей семьи в аэропорту, где он случайно садится на самолёт, направляющийся в Нью-Йорк, в то время как остальные Маккалистеры улетают во Флориду. Оказавшись один в одном из самых больших городов мира, Кевин проникает в номер отеля «Плаза» и начинает свои обычные выходки, но когда он обнаруживает грабителей, с которыми сталкивался ранее, Мокрые бандиты (переименованные в «Липких бандитов») Гарри Лайм и Марв Мерчинс, сбежавшие из тюрьмы и снова на свободе, он мешает им ограбить благотворительный фонд детской больницы из магазина игрушек пожилого человека (Сундук с игрушками Дункана) в канун Рождества, установив мины-ловушки в отремонтированном доме своего дяди.

### Один дома 3(1997)
Действие фильма «Один дома 3» не сосредоточено на Кевине или любом из оригинальных актёров и персонажей, но по-прежнему происходит в Чикаго, а вместо него — на Алексе Пруитте, мальчике, который остается дома один с ветрянкой, но вскоре выздоравливает. В это же время четверо международных преступников отправляются украсть сверхсекретный микрочип, который может служить маскировочным устройством для ракеты. Им удаётся украсть его и спрятать в машине с дистанционным управлением, но из-за путаницы с багажом в аэропорту у соседки Прюиттов миссис Хесс машина попадает в руки Алекса, который получил её за то, что разгребал снег на своей подъездной дорожке. Воры начинают методично обыскивать каждый дом на его улице. Когда они понимают, что чип находится у него, они готовятся к вторжению в его дом. Он придумывает хитроумные ловушки и обманывает четырёх мошенников с помощью своих домашних животных и хитроумных проводов, одновременно наблюдая за ними с помощью видеокамеры на гоночном автомобиле. Фильм был номинирован на премию «Золотая малина» в категории «Худший ремейк или сиквел», но в итоге уступил награду фильму «Скорость 2: Контроль над круизом». Третий фильм стал последним в серии, который вышел в кинотеатрах, так как был кассовым провалом.

### Один дома 4(2002)
Четвёртая часть была снята режиссером Родом Дэниелом, а премьера телефильма состоялась 3 ноября 2002 года на канале ABC. В фильме возвращается главный герой оригинала, Кевин (его играет Майк Вайнберг), и один из двух бандитов Мокрый/Слипкий, Марв (его играет Френч Стюарт). Родители Кевина разошлись, и он живёт со своей матерью. Он решает провести Рождество с отцом и его богатой подружкой Натали, но оказывается вынужден иметь дело со своим старым врагом Марвом, его новой женой/подружкой Верой (в исполнении Мисси Пайл) и маловероятным слугой Натали, работающим в качестве их внутреннего агента. Фильм был выпущен на DVD в первом регионе 20 октября 2003 года. Съёмки фильма начались 29 июля в Мельбурне. Один дома 4 — первый фильм серии, который не был выпущен в кинотеатральный прокат.

#### Отменённый сериал
Продюсеры надеялись, что этот фильм приведет к созданию телесериала по «Один дома 4», если он будет достаточно популярен. У нескольких членов основного актёрского состава в контрактах были пункты, по которым их можно было бы выкупить для такого сериала. Однако фильм не оправдал ожиданий в рейтингах, и сериал так и не был снят.
В оригинальной концовке фильма родители Кевина не сошлись. Его отец остался с Натали, а мать начала встречаться с офицером полиции, который оказался младшим, более честным братом Марва. Концовка была изменена, когда продюсеры решили, что фильм должен стать основой для телесериала, поэтому в конце родители Кевина снова сошлись, а полицейский был удален из сценария.
Единственная информация о телесериале заключалась в том, что в центре событий снова окажется Кевин, а мистер Прескотт станет его дворецким. В первом эпизоде телешоу Марв вернулся в качестве главного антагониста вместе с Верой и задумал ограбить семью Маккалистеров, чтобы полностью выполнить цель, которую они с Гарри поставили перед собой в первом фильме. По замыслу продюсеров, в фильме должны были появиться новые детские персонажи и новые антагонисты, и дети создали свой собственный специальный соседский дозор, в котором они заманивали и ловили потенциальных злодеев, пытавшихся ограбить дома.

### Один дома 5: Праздничное ограбление(2012)
15 марта 2012 года компания ABC Family объявила о разработке пятой части серии «Один дома». Премьера фильма состоялась 25 ноября 2012 года в эксклюзивном эфире программы ABC Family «Обратный отсчет 25 дней Рождества». В фильме снялись Кристиан Мартин, Джодель Ферланд, Малкольм МакДауэлл, Деби Мазар и Эдди Стиплз. В центре сюжета — переезд семьи Бакстеров из Калифорнии в штат Мэн, где Финн убеждается, что в его новом доме водятся привидения. Когда его родители застряли в другом конце города, Финн расставляет ловушки, чтобы поймать призраков своего нового дома, но вместо этого доставляет неприятности группе из трёх воров (МакДауэлл, Мазар и Стиплз).

### Один дома(2021)
Кинокомпании Disney и Fox в декабре 2018 года объявили о разработке нового фильма франшизы «Один дома». Сценарий к фильму написали Майки Дэй и Стритер Сейдел. Одну из главных ролей исполнил Уилл Феррелл, также велись переговоры с Мелиссой Маккарти. Кроме того, к образу Кевина Маккаллистера мог вернуться Маколей Калкин. Данный фильм является перезапуском и вышел исключительно на Disney+ 12 ноября 2021 года.
Фанаты данной франшизы негативно оценили идею с перезапуском. Они заявили, что некоторые ленты, ставшие классикой, не следует переделывать. А некоторые выразили сомнение в том, что исполнителя главной роли в первых двух картинах «Один дома» кем-то можно заменить.
В декабре 2019 года было объявлено, что съёмки фильма начнутся в Канаде в 2020 году, а также был объявлен актёрский состав. Главную роль в перезапуске исполняет звезда «Кролика Джоджо» Арчи Йейтс, который играет нового персонажа, а не Кевина Маккалистера, как многие фанаты предполагали. Также в картине приняли участие Элли Кемпер и Роб Делани, которые сыграли воров и главных антагонистов фильма.

### Веб-сериал
В декабре 2015 года Маколей Калкин сыграл роль взрослого Кевина Маккаллистера в первом эпизоде веб-сериала музыканта и сценариста Джека Дишела, «DRYVRS», где явно взволнованный Кевин рассказывает о своих переживаниях в тот период, когда он был ребёнком, забытым дома его родителями и грубо пересказывает события фильмов «Один дома» и «Один дома 2: Потерявшийся в Нью-Йорке», словно он ненавидит эти события.

### Короткометражные фильмы
В ответ на видео Калкина актёр Дэниел Стерн появился в коротком видео, опубликованном 24 декабря 2015 года на сайте Reddit, повторив роль грабителя Марвина, умоляющего своего напарника Гарри вернуться, чтобы помочь ему защититься от коварных ловушек Кевина.
19 декабря 2018 года для Google Assistant был снят короткометражный фильм, в качестве рекламы. М. Калкин вновь повторил роль Кевина Маккаллистера. В короткометражках воссоздавались сцены из оригинального фильма 1990 года, когда Маккаллистер брился, прыгал на кровати и украшал ёлку, прося помощника Google установить напоминания для него. Рекламный ролик сразу стал вирусным. Ральф Фуди и Джо Пеши переиграли свои роли из фильма «Один дома» через архивные кадры и аудио.

### Будущее
К июлю 2018 года Райан Рейнольдс был назначен продюсером фильма «Stoned Alone», сиквела фильма «Один дома». Августина Фризелл была нанята в качестве режиссера, а сценарий написали Кевин Берроуз и Мэтт Мидер на основе сюжетной концепции исполнительного директора Fox Мэтта Рейли. Проект должен был стать совместным производством под руководством компании Рейнольдса Maximum Effort Productions, базирующейся на Fox, а Джордж Дьюи выступал в качестве исполнительного продюсера. Сюжет проекта был заявлен как «напоминающий классическую комедию». В центре сюжета — выращивающий травку «неудачник» (взрослый Кевин Маккаллистер), который опоздал на самолёт, чтобы отправиться в отпуск на лыжах. Он решает накуриться, и, когда паранойя даёт о себе знать, ему кажется, что он слышит шум взлома. Когда он обнаруживает, что воры проникли в его дом, он, полностью обкурившись и подпитываясь травкой, пытается «защитить свой замок».
В следующем месяце, 8 августа, Фризелл заявила, что сценарий фильма «Stoned Alone» дорабатывается, чтобы усилить эмоциональную рождественскую составляющую истории, с целью сделать фильм как можно более похожим на оригинальные фильмы «Один дома»; отметив, что для неё, как поклонника фильмов, а также Криса Коламбуса, было важно сделать историю правильной. Она также заявила, что производство не начнется, пока все участники не почувствуют, что достигли этой точки. 27 августа, после приобретения компанией Disney компании 21st Century Fox, генеральный директор Disney Боб Игер объявил, что новый семейный фильм Один дома с рейтингом PG, который позже стал перезапуском серии находится в разработке для Disney+, а Stoned Alone — в аду разработки.

## Актёрский состав
| Персонажи                | Фильмы          | Фильмы                                | Фильмы             | Фильмы          | Фильмы                              | Фильмы        |
| Персонажи                | Один дома       | Один дома 2: Потерявшийся в Нью-Йорке | Один дома 3        | Один дома 4     | Один дома 5: Праздничное ограбление | Один дома     |
| Персонажи                | 1990            | 1992                                  | 1997               | 2002            | 2012                                | 2021          |
| Главный герой            | Главный герой   | Главный герой                         | Главный герой      | Главный герой   | Главный герой                       | Главный герой |
| ------------------------ | --------------- | ------------------------------------- | ------------------ | --------------- | ----------------------------------- | ------------- |
| Кевин Маккаллистер       | Маколей Калкин  | Маколей Калкин                        |                    | Майк Уинберг    |                                     | Упоминается   |
| Алекс Прюит              |                 |                                       | Алекс Д. Линц      |                 |                                     |               |
| Финн Бакстер             |                 |                                       |                    |                 | Кристиан Мартин                     |               |
| Макс Мерсер              |                 |                                       |                    |                 |                                     | Арчи Йейтс    |
| Второстепенные персонажи |                 |                                       |                    |                 |                                     |               |
| Гарри Лайм               | Джо Пеши        | Джо Пеши                              |                    |                 |                                     |               |
| Марвин Мерчантс          | Дэниел Стерн    | Дэниел Стерн                          |                    | Френч Стюарт    |                                     |               |
| Кейт Маккаллистер        | Кэтрин О’Хара   | Кэтрин О’Хара                         |                    | Клэр Кэри       |                                     |               |
| Питер Маккаллистер       | Джон Хёрд       | Джон Хёрд                             |                    | Джейсон Бех     |                                     |               |
| Базз Маккаллистер        | Девин Рэтрей    | Девин Рэтрей                          |                    | Гидеон Джейкобс |                                     | Девин Рэтрей  |
| Меган Маккаллистер       | Хиллари Вульф   | Хиллари Вульф                         |                    | Челси Рассо     |                                     |               |
| Линни Маккаллистер       | Анджела Готалс  | Морин Элизабет Шэй                    |                    |                 |                                     |               |
| Джефф Маккаллистер       | Майк Маронна    | Майк Маронна                          |                    |                 |                                     |               |
| Дядя Фрэнк Маккаллистер  | Джерри Бэммен   | Джерри Бэммен                         |                    |                 |                                     |               |
| Фуллер Маккаллистер      | Киран Калкин    | Киран Калкин                          |                    |                 |                                     |               |
| Род Маккаллистер         | Джедидайя Коэн  | Джедидайя Коэн                        |                    |                 |                                     |               |
| Тëтя Лесли Маккаллистер  | Терри Снелл     | Терри Снелл                           |                    |                 |                                     |               |
| Трейси Маккаллистер      | Сента Моузес    | Сента Моузес                          |                    |                 |                                     |               |
| Сондра Маккаллистер      | Дайана Кампеану | Дайана Кампеану                       |                    |                 |                                     |               |
| Брук Маккаллистер        | Анна Слотки     | Анна Слотки                           |                    |                 |                                     |               |
| Хэзер МакКаллистер       | Кристин Минтер  |                                       |                    |                 |                                     |               |
| Марли                    | Робертс Блоссом |                                       |                    |                 |                                     |               |
| Гас Полински             | Джон Кэнди      |                                       |                    |                 |                                     |               |
| Ларри Бальзак            | Хэнкин, Ларри   |                                       |                    |                 |                                     |               |
| Птичница                 |                 | Бренда Фрикер                         |                    |                 |                                     |               |
| Мистер Гектор            |                 | Тим Карри                             |                    |                 |                                     |               |
| Седрик                   |                 | Роб Шнайдер                           |                    |                 |                                     |               |
| Мистер Данкан            |                 | Эдди Брэкен                           |                    |                 |                                     |               |
| Карен Прюит              |                 |                                       | Хэвиланд Моррис    |                 |                                     |               |
| Джек Прюит               |                 |                                       | Кевин Килнер       |                 |                                     |               |
| Стэн Прюит               |                 |                                       | Сет Смит           |                 |                                     |               |
| Молли Прюит              |                 |                                       | Скарлетт Йоханссон |                 |                                     |               |
| Питер Бопре              |                 |                                       | Олек Крупа         |                 |                                     |               |
| Элис Риббонс             |                 |                                       | Риа Килстедт       |                 |                                     |               |
| Бёртон Джерниган         |                 |                                       | Фон Долен, Ленни   |                 |                                     |               |
| Эрл Ангер                |                 |                                       | Дэвид Торнтон      |                 |                                     |               |
| Миссис Хесс              |                 |                                       | Мэриэн Селдес      |                 |                                     |               |
| Мистер Прескотт          |                 |                                       |                    | Эрик Авари      |                                     |               |
| Молли Мерчантс           |                 |                                       |                    | Барбара Бэбкок  |                                     |               |
| Вера Мерчантс            |                 |                                       |                    | Мисси Пайл      |                                     |               |
| Натали                   |                 |                                       |                    | Джоанна Гоинг   |                                     |               |
| Алексис Бакстер          |                 |                                       |                    |                 | Джодель Ферланд                     |               |
| Кэтрин Бакстер           |                 |                                       |                    |                 | Элли Харви                          |               |
| Кёртис Бакстер           |                 |                                       |                    |                 | Даг Мюррей                          |               |
| Синклер                  |                 |                                       |                    |                 | Малкольм Макдауэлл                  |               |
| Джессика                 |                 |                                       |                    |                 | Деби Мейзар                         |               |
| Мистер Хьюз              |                 |                                       |                    |                 | Эдди Стиплз                         |               |
| Мэйсон                   |                 |                                       |                    |                 | Питер ДаКуна                        |               |
| Мистер Карсон            |                 |                                       |                    |                 | Эдвард Аснер                        |               |
| Саймон Хасслер           |                 |                                       |                    |                 | Билл Тернбулл                       |               |

## Создатели
| Роли         | Один дома            | Один дома 2: Потерявшийся в Нью-Йорке | Один дома 3                  | Один дома 4                                                                                   | Один дома 5: Праздничное ограбление                                                           | Один дома                                       |
| Роли         | 1990                 | 1992                                  | 1997                         | 2002                                                                                          | 2012                                                                                          | 2021                                            |
| ------------ | -------------------- | ------------------------------------- | ---------------------------- | --------------------------------------------------------------------------------------------- | --------------------------------------------------------------------------------------------- | ----------------------------------------------- |
| Режиссёр     | Крис Коламбус        | Крис Коламбус                         | Раджа Госнелл                | Род Дэниэл                                                                                    | Питер Хьюитт                                                                                  | Дэн Мазер                                       |
| Продюсер     | Джон Хьюз            | Джон Хьюз                             | Джон Хьюз Хилтон Эйтон       | Митч Энджел                                                                                   | Ким Тодд                                                                                      | Дэвид Рэнни Дэн Уилсон                          |
| Сценарий     | Джон Хьюз            | Джон Хьюз                             | Джон Хьюз                    | Дебра Фрэнк Стив Л. Хейс                                                                      | Уэйд Макинтайр Аарон Гинсбург                                                                 | Микки Дэй                                       |
| Композитор   | Джон Уильямс         | Джон Уильямс                          | Ник Гленни-Смит              | Тедди Кастелуччи                                                                              | Дэвид Китай                                                                                   | Джон Дебни                                      |
| Монтаж       | Раджа Госнелл        | Раджа Госнелл                         | Брюс Грин Малькольм Кэмпбелл | Майкл А. Стивенсон Джон Конильо                                                               | Джон Конильо                                                                                  | Хатч Паркер                                     |
| Оператор     | Хулио Макат          | Хулио Макат                           | Хулио Макат                  | Питер Бенисон                                                                                 | Питер Бенисон                                                                                 | Митчелл Амундсен                                |
| Производство | Hughes Entertainment | Hughes Entertainment                  | Hughes Entertainment         | Fox Television Studios Disney-ABC Domestic Television ABC Family/Freeform (The Holiday Heist) | Fox Television Studios Disney-ABC Domestic Television ABC Family/Freeform (The Holiday Heist) | 20th Century Studios Hutch Parker Entertainment |
| Дистрибуция  | 20th Century Fox     | 20th Century Fox                      | 20th Century Fox             | 20th Television                                                                               | Fox 21 Television Studios                                                                     | Disney+                                         |
| Длительность | 102 минуты           | 120 минут                             | 102 минуты                   | 84 минуты                                                                                     | 90 минут                                                                                      | 93 минуты                                       |
| Дата релиза  | 16 Ноября, 1990      | 20 Ноября, 1992                       | 12 Декабря, 1997             | 3 Ноября, 2002                                                                                | 25 Ноября, 2012                                                                               | 12 Ноября, 2021                                 |

## Релиз

### Кассовые сборы
Ссылки в столбце «Фильм» ведут в раздел соответствующей статьи, посвящённый кассовым сборам.
| Фильм                                 | Дата выхода     | Сборы        | Сборы         | Сборы        | Бюджет   | Источники     |
| Фильм                                 | Дата выхода     | США          | Другие страны | Весь мир     | Бюджет   | Источники     |
| ------------------------------------- | --------------- | ------------ | ------------- | ------------ | -------- | ------------- |
| Один дома                             | 16 ноября 1990  | $285 761 243 | $190 923 432  | $476 684 675 | $18 млн  | [ 21 ]        |
| Один дома 2: Потерявшийся в Нью-Йорке | 20 ноября 1992  | $173 585 516 | $185 409 334  | $358 994 850 | $20 млн  | [ 22 ] [ 23 ] |
| Один дома 3                           | 12 декабря 1997 | $30 882 515  | $48 200 000   | $79 082 515  | $32 млн  | [ 24 ]        |
| Один дома 4                           | 3 ноября 2002   |              |               |              | $5 млн   | [ 25 ]        |
| Один дома 5: Праздничное ограбление   | 25 ноября 2012  |              |               | $990 000     | $11 млн  | [ 26 ]        |
| Один дома                             | 12 ноября 2021  |              |               |              | $15 млн  | [ 27 ]        |
| Всего                                 | Всего           | $490 229 274 | $424 532 766  | $915 752 040 | $102 млн | —             |

### Критика и пользовательские рейтинги
Все данные актуальны на 25 января 2022 года. Ссылки в столбце «Фильм» ведут в раздел соответствующей статьи, посвящённый критике и отзывам, если таковой имеется.
| Фильм                                 | Rotten Tomatoes            | Metacritic       | CinemaScore | IMDb   | КиноПоиск |
| ------------------------------------- | -------------------------- | ---------------- | ----------- | ------ | --------- |
| Один дома                             | 65 %, 5.6/10 (54 рецензии) | 63 (9 рецензий)  | A           | 7.6/10 | 8.2       |
| Один дома 2: Потерявшийся в Нью-Йорке | 35 %, 4/10 (56 рецензии)   | 46 (22 рецензии) | A−          | 6.8/10 | 8.0       |
| Один дома 3                           | 32 %, 4.4/10 (25 рецензии) |                  | A-          | 4.5/10 | 5.7       |
| Один дома 4                           | [ 40 ]                     |                  |             | 2.5/10 | 3.1       |
| Один дома 5: Праздничное ограбление   | [ 43 ]                     |                  |             | 3.5/10 | 2.7       |
| Один дома                             | 15 %, 3.6/10 (47 рецензий) | 35 (12 рецензий) |             | 3.6/10 | 2.7       |

Серия фильмов «Один дома» была очень успешной и получила широкую популярность.
Первый фильм, вышедший в 1990 году, стал настоящим хитом и принёс огромные кассовые сборы. Он стал классикой рождественского жанра и полюбился зрителям разных возрастов. Фильм рассказывает историю мальчика, оставшегося один дома во время рождественских каникул и его схватки с двумя грабителями. Он привлекал своим юмором, отличной игрой актёров, в частности Маколея Калкина, и отлично поработанной динамикой сюжета.
Второй фильм, «Один дома 2: Затерянный в Нью-Йорке» (1992), стал также популярным и имел большой коммерческий успех. В этот раз главный герой оказывается один в Нью-Йорке во время рождественских каникул и снова охотится на грабителей. Фильму удалось сохранить тот же стиль и забавные ситуации, которые сделали первую часть такой популярной.
Третий фильм стал также в целом удачным в узких кругах, имел свою публику и продолжал играть на ностальгических чувствах зрителей.
Однако последующие три фильма были широко раскритикованы из-за низкого качества, замен главных актёров и низкопробного юмора.

## Саундтрек
| Название                                        | Дата выхода                                       | Длительность | Композитор    | Лэйбл                                        |
| ----------------------------------------------- | ------------------------------------------------- | ------------ | ------------- | -------------------------------------------- |
| Home Alone: Original Motion Picture Soundtrack  | Декабрь 4, 1990 (кассеты) Мая 27, 2015 (CD-диски) | 56:58        | Джон Уилльямс | CBS Masterworks                              |
| Home Alone 2: Lost in New York — Original Score | Ноябрь 20, 1992                                   | 1:03:20      | Джон Уилльямс | Arista Records, 20th Century Fox Film Scores |
| Home Alone 3: Music from the Motion Picture     | Декабрь 12, 1997                                  |              | Various       | Fox Music                                    |
| Home Sweet Home Alone: Original Soundtrack      | N/A                                               | N/A          | N/A           | N/A                                          |

## Видеоигры

### Home Alone(1991)
Игра Home Alone была выпущена в 1991 году на Super Nintendo Entertainment System, Sega Master System, Sega Genesis, Sega Game Gear, Amiga, MS-DOS, Nintendo Entertainment System и Game Boy. Цель игры — спастись от мокрых бандитов и при этом доставить все состояние Маккалистеров из дома в безопасную комнату в подвале. Как только все предметы будут спущены по жёлобу в подвал, Кевин должен пройти мимо крыс, летучих мышей и призраков, которых он встретит в подвале, а затем сразиться с королем пауков, чтобы добраться до безопасной комнаты и запереть все богатства своей семьи.

### Home Alone 2: Lost in New York(1992)
Home Alone 2: Lost in New York была выпущена на Super NES, NES и Game Boy в 1992 году и на PC, Sega Genesis и NES в 1993 году. Хотя игра основана на фильме в плане сюжета и дополнительных диалогов, она отличается от него. Порт NES использует звуковые эффекты из игр Симпсонов начала 1990-х годов; например, Барт против космических мутантов. Версия для Super NES, хотя и могла похвастаться саундтреком с традиционно реалистично звучащим на Super NES синтезатором инструментов, страдала из-за слегка пост-8-битной графики и звуковых эффектов, а также из-за разрозненного ощущения непоследовательности между этапами. Игра получила негативную оценку от игроков и часто упоминается, как одна из худших игр в истории.

### Home Alone(2006)
Home Alone — это экшен, основанный на первом фильме и выпущенный только в Европе. Игра была опубликована компанией Blast! Entertainment Limited и выпущена для PlayStation 2 1 декабря 2006 года. В игре 10 уровней, каждый из которых проходит внутри дома. Игрок выбирает одного из четырёх играбельных персонажей: Карл, Карли, Келли или Кевин. Цель игрока — использовать предметы, чтобы победить грабителей, пытающихся проникнуть в дом. В игре есть возможность играть вдвоём.